# منيدل المائدة

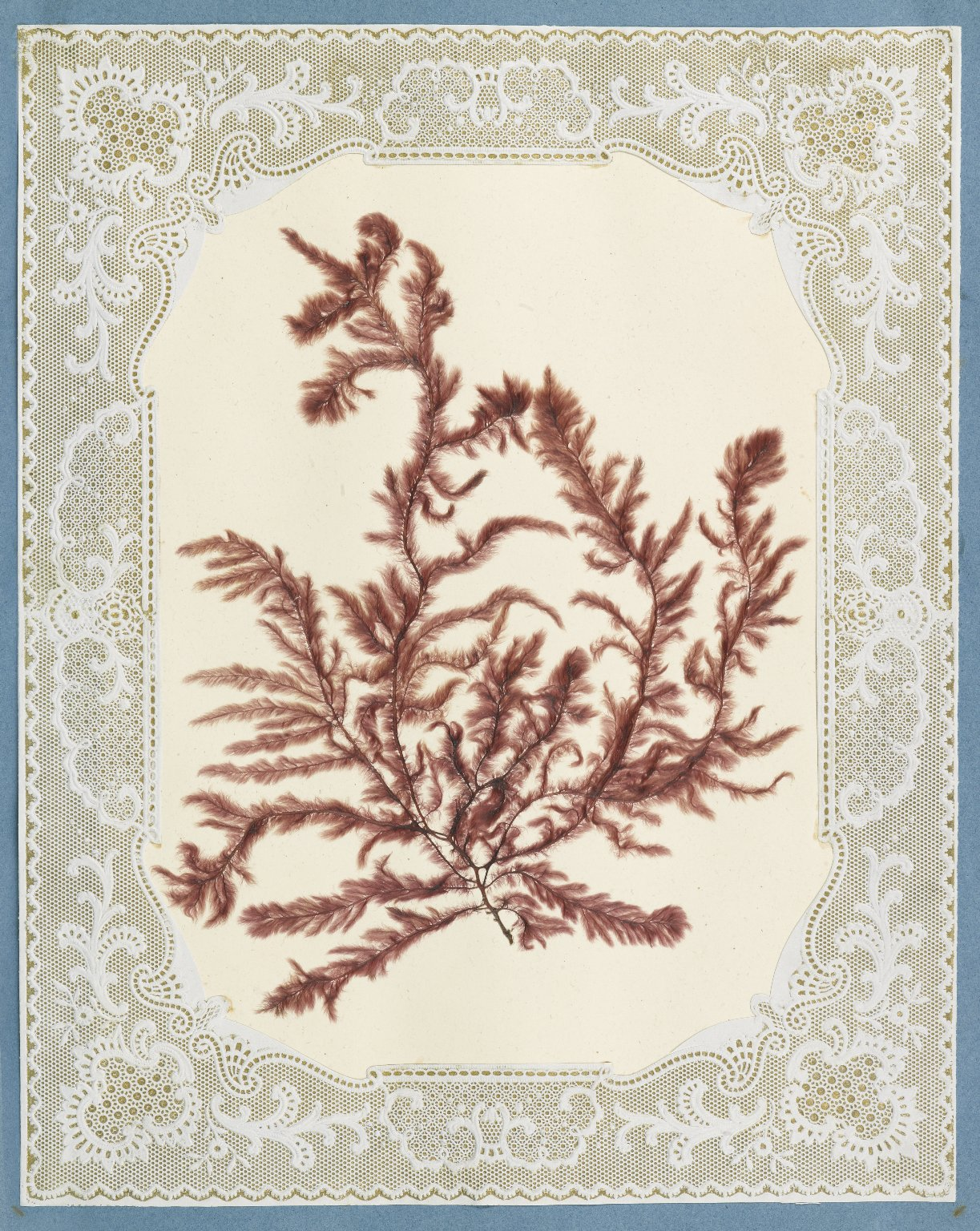

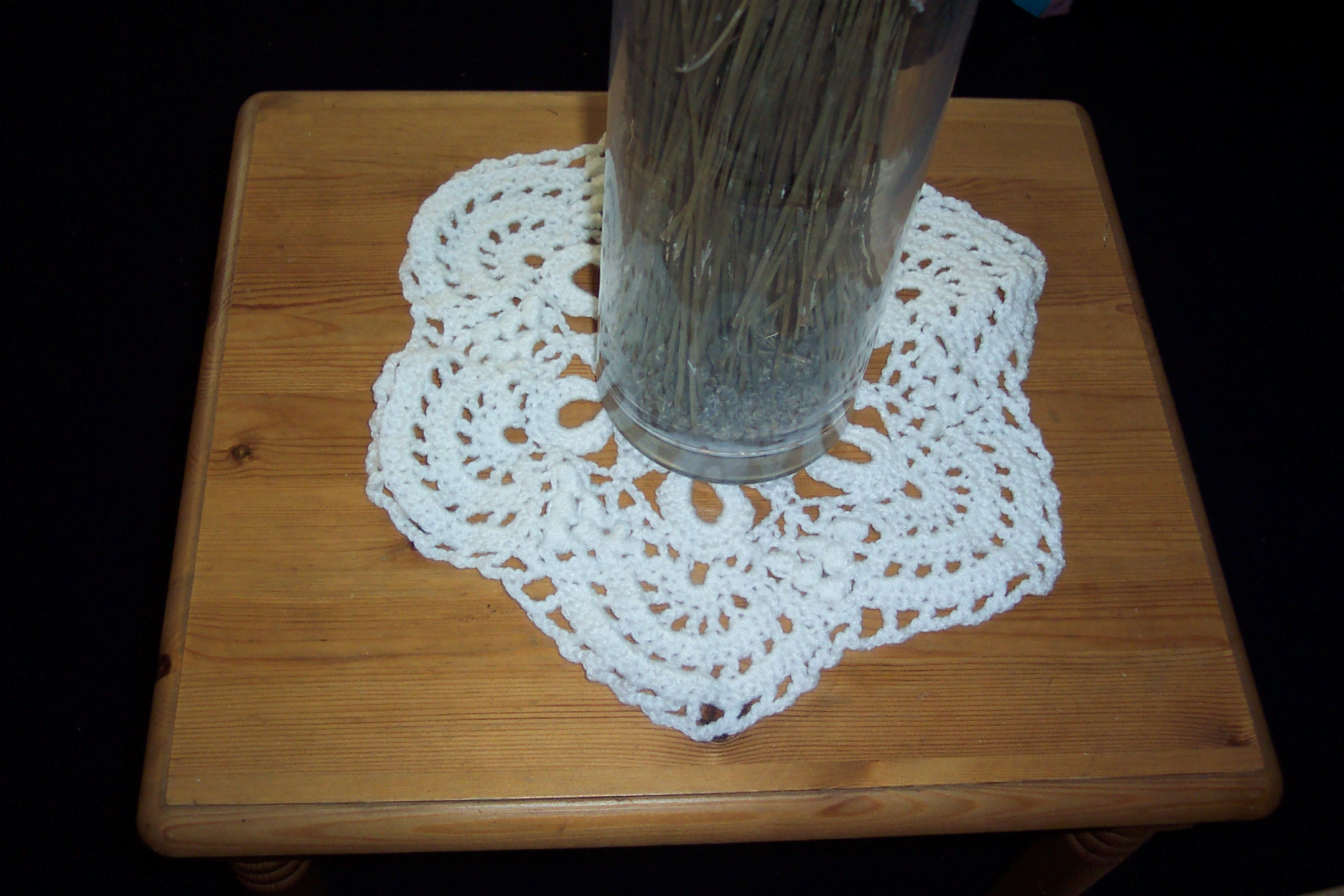
منيدل مائدة معقف قيد الاستخدام

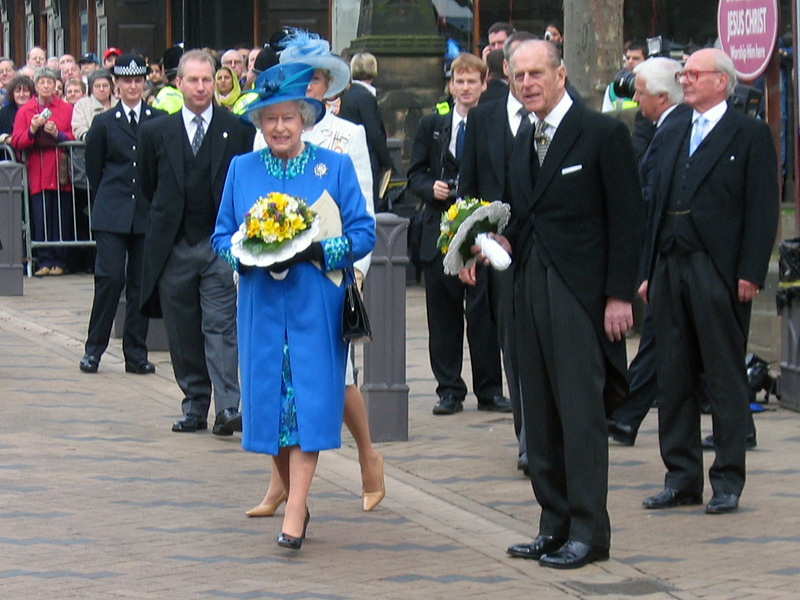
الملكة إليزَبِث الثانية تحمل وردًا ملفوفًا.

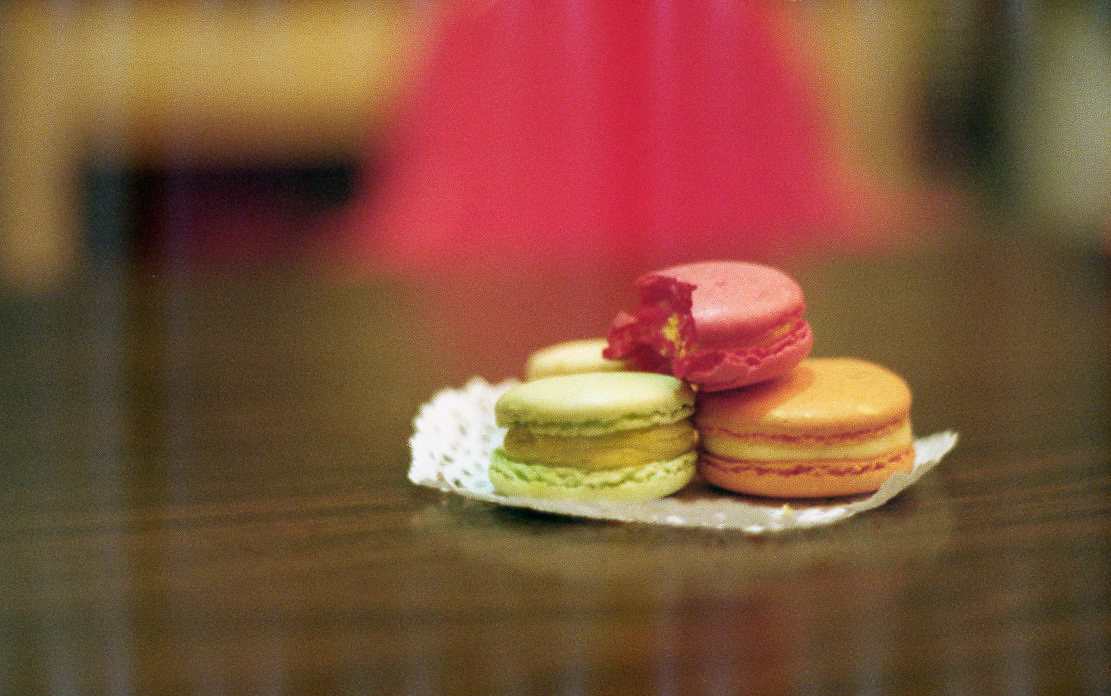
مَكرون على مُنيدل مائدة

مُنَيْدِل المائدة أو الدُّوليَّة هو سجادة زينة مصنوعة من الورق أو القماش وتستخدم لحماية الأسطح أو تغليف الزهور أو في تقديم خدمة الطعام أو غطاءًا للرأس أو زخرفة للملابس. يتميز بعمل مخرم ما يسمح لسطح الكائن الأساس بالظهور خلاله.